# Депольт I
Депольд I (Děpolt I.) (ум. 14 или 15 августа 1167 в Италии) — князь Южной Моравии.
Второй сын князя Чехии Владислава I, младший брат Владислава II.
После смерти отца (1125) получил в ленное владение южную часть Моравии (в северной и центральной части правили потомки Оттона Красивого, сына Бржетислава I). Центром его владений называют город Емнице, хотя тот впервые упоминается в 1225 году.
В 1145 г. участвовал в войне, которую вели с епископом Оломоуца Йиндржихом Здиком князья Конрад II (Зноймо), Вратислав (Брно) и Оттон III (Оломоуц). Был отлучен от церкви и, чтобы получить прощение, совершил паломничество в Рим.
В 1147—1149 гг. управлял Чешским княжеством от имени своего брата Владислава II, когда тот находился в крестовом походе.
В 1158 г. во главе чешского отряда сопровождал императора Фридриха Барбаросса в Италию, принимал участие в осаде Милана.
В 1167 году снова участвовал в Итальянском походе и стал жертвой малярии вместе с Райнальдом Дассельским и сыном герцога Сполето Вельфом VII.
Депольд I с 1153 года был женат на дочери бранденбургского маркграфа Альбрехта Медведя (предположительно её звали Гертруда). Дети:
- Депольд II (ум. 1190)
- Гедвига (ум. 1210), жена Фридриха I фон Брена.